# Tomești (Iași megye)
Tomești község Iași megyében, Moldvában, Romániában.
2004-óta, a község hivatalosan is a jászvásári metropolisz részét képezi.
A községhez tartozó Vlădiceni faluban található kolostor 1415-ben épült, a világháborúk pusztításai miatt több alkalommal átépítették.